# Llista de Béns Culturals d'Interès Nacional de l'Anoia
Llista de Béns Culturals d'Interès Nacional de l'Anoia inscrits en el Registre de Béns Culturals d'Interès Nacional (BCIN) del Departament de Cultura de la Generalitat de Catalunya per a la comarca de l'Anoia. Inclou els béns immobles més rellevants del patrimoni cultural que tenen la categoria de protecció de major rang com a unitat singular, conjunt, espai o zona amb valors culturals, històrics o tècnics.
L'any 2018, l'Anoia comptava amb 63 béns culturals d'interès nacional classificats en 60 monuments històrics, 1 conjunt històric i 2 zones arqueològiques. A continuació es mostren les últimes dades disponibles ordenades per municipis.

## Patrimoni arquitectònic
| Monument                                                                             | Protecció       | Estil/època                                       | Localització | Coordenades                                          | Codi?         | Imatge |
| ------------------------------------------------------------------------------------ | --------------- | ------------------------------------------------- | --- | ---------------------------------------------------- | ------------- | --- |
| Castell d'Argençola                                                                  | BCIN 777-MH     | XI-XII                                            | Argençola Dalt del turó, al costat de l'església de Sant Llorenç                                                                 | 41° 35′ 52″ N, 1° 26′ 34″ E / 41.597912°N,1.442830°E | RI-51-0005178 | Castell d'Argençola · Vegeu més fotos d'aquest monument · Carregueu una nova foto d'aquest monument                                                      |
| Castell de Clariana                                                                  | BCIN 778-MH     | Medieval                                          | Argençola Ctra. de Clariana BV-2212, km 4,5                                                                                      | 41° 35′ 11″ N, 1° 30′ 02″ E / 41.58652°N,1.500502°E  | RI-51-0005179 | Castell de Clariana (Argençola) · Vegeu més fotos d'aquest monument · Carregueu una nova foto d'aquest monument                                          |
| Torre rodona a Contrast, torre de defensa                                            | BCIN 779-MH     | XII-XIII                                          | Argençola Adossada a la masia de Cal Cortés, nucli de Contrast                                                                   | 41° 34′ 52″ N, 1° 26′ 01″ E / 41.581108°N,1.433557°E | RI-51-0005180 | Torre rodona a Contrast (Argençola) · Vegeu més fotos d'aquest monument · Carregueu una nova foto d'aquest monument                                      |
| Castell de Queralt                                                                   | BCIN 530-MH     | Romànic Medieval                                  | Bellprat Camí que surt de la ctra. B-220 de la Llacuna a Sta. Coloma de Queralt, km 7,7                                          | 41° 30′ 49″ N, 1° 27′ 30″ E / 41.513608°N,1.458375°E | RI-51-0005200 | Castell de Queralt (Bellprat) · Vegeu més fotos d'aquest monument · Carregueu una nova foto d'aquest monument                                            |
| Monument a la Batalla del Bruc                                                       | BCIN 84-MH      | Monumentalisme academicista XX Mitjan             | El Bruc C. Bruc de Dalt o N-IIa km 576,5                                                                                         | 41° 35′ 01″ N, 1° 46′ 41″ E / 41.58349°N,1.777983°E  | RI-51-0000130 | Monument a la Batalla del Bruc · Vegeu més fotos d'aquest monument · Carregueu una nova foto d'aquest monument                                           |
| Castell de la Guàrdia de Montserrat o de Bonifaci                                    | BCIN 743-MH     | Medieval                                          | El Bruc Pista forestal que surt de la ctra. BP-1101                                                                              | 41° 36′ 31″ N, 1° 46′ 26″ E / 41.608482°N,1.773777°E | RI-51-0005210 | Castell de la Guàrdia (el Bruc) · Vegeu més fotos d'aquest monument · Carregueu una nova foto d'aquest monument                                          |
| Castell de Cabrera, o Casal dels Móra                                                | BCIN 565-MH     | Obra popular XIV, XVII                            | Cabrera d'Anoia Av. de Cabrera, urb. Castell de Cabrera                                                                          | 41° 30′ 46″ N, 1° 41′ 42″ E / 41.512836°N,1.695032°E | RI-51-0005214 | Castell de Cabrera (Cabrera d'Anoia) · Vegeu més fotos d'aquest monument · Carregueu una nova foto d'aquest monument                                     |
| Plaça Gran de Calaf, o plaça de l'Església                                           | BCIN 317-CH     | Gòtic tardà, barroc XVII                          | Calaf Pl. Gran | 41° 44′ 02″ N, 1° 30′ 39″ E / 41.73399°N,1.51096°E   | RI-53-0000568 | Plaça Gran de Calaf · Vegeu més fotos d'aquest monument · Carregueu una nova foto d'aquest monument                                                      |
| Castell de Calaf                                                                     | BCIN 570-MH     | XII-XIII                                          | Calaf | 41° 44′ 02″ N, 1° 30′ 35″ E / 41.733761°N,1.509657°E | RI-51-0005218 | Castell de Calaf · Vegeu més fotos d'aquest monument · Carregueu una nova foto d'aquest monument                                                         |
| Portals, un sector de muralla i una torre quadrada de l'Hospital                     | BCIN 571-MH     | XV-XVI                                            | Calaf C. del Carme, 28 - c. Xuriguera, 16                                                                                        | 41° 44′ 00″ N, 1° 30′ 36″ E / 41.733448°N,1.510089°E | RI-51-0005219 | Portals, un sector de muralla i una torre quadrada de l'Hospital (Calaf) · Vegeu més fotos d'aquest monument · Carregueu una nova foto d'aquest monument |
| Ferrera, o Can Ferrera                                                               | BCIN 572-MH     | Romànic, renaixement XIV-XV, XVII                 | Calaf Pista forestal sortint de la crta. BV-1001, km 3                                                                           | 41° 43′ 00″ N, 1° 29′ 27″ E / 41.716618°N,1.490945°E | RI-51-0005220 | Ferrera (Calaf) · Vegeu més fotos d'aquest monument · Carregueu una nova foto d'aquest monument                                                          |
| Castell de Calonge de Segarra                                                        | BCIN 591-MH     | XI-XII, XIII, XVII                                | Calonge de Segarra Dalt del turó del poble, pista forestal sortint de la ctra. C-1412 km 32                                      | 41° 45′ 51″ N, 1° 28′ 51″ E / 41.76419°N,1.48076°E   | RI-51-0005229 | Castell de Calonge de Segarra · Vegeu més fotos d'aquest monument · Carregueu una nova foto d'aquest monument                                            |
| Castell de Mirambell                                                                 | BCIN 592-MH     | XII-XIII                                          | Calonge de Segarra A pocs metres de la pl. de l'Església, Mirambell                                                              | 41° 43′ 52″ N, 1° 29′ 21″ E / 41.731007°N,1.489299°E | RI-51-0005230 | Castell de Mirambell (Calonge de Segarra) · Vegeu més fotos d'aquest monument · Carregueu una nova foto d'aquest monument                                |
| Castelltort                                                                          | BCIN 593-MH     | Obra popular, gòtic XIV-XV                        | Calonge de Segarra Camí de Castelltort, des del cementiri de Calaf                                                               | 41° 43′ 08″ N, 1° 28′ 07″ E / 41.719009°N,1.468536°E | RI-51-0005231 | Castelltort (Calonge de Segarra) · Vegeu més fotos d'aquest monument · Carregueu una nova foto d'aquest monument                                         |
| Monestir de Santa Maria del Priorat                                                  | BCIN 90-MH      | Romànic, gòtic XI-XII, XIV, XVIII                 | Castellfollit de Riubregós Sortida al km 28 de la crta. C-1412                                                                   | 41° 46′ 49″ N, 1° 26′ 06″ E / 41.780331°N,1.434917°E | RI-51-0004472 | Monestir de Santa Maria del Priorat (Castellfollit de Riubregós) · Vegeu més fotos d'aquest monument · Carregueu una nova foto d'aquest monument         |
| Museu Molí Paperer de Capellades                                                     | BCIN 4594-MH-EN | XVIII                                             | Capellades Passeig Immaculada Concepció, s/n - c/Pau Casals, 10                                                                  | 41° 31′ 43″ N, 1° 41′ 03″ E / 41.528633°N,1.684282°E | bg            | Museu Molí Paperer de Capellades (Capellades) · Carregueu una nova foto d'aquest monument                                                                |
| Castell de Castellfollit, castell de Sant Esteve                                     | BCIN 654-MH     | XII-XIII                                          | Castellfollit de Riubregós Al cim de la població, camí des del c. Major                                                          | 41° 46′ 35″ N, 1° 26′ 13″ E / 41.776428°N,1.436990°E | RI-51-0005361 | Castell de Castellfollit (Castellfollit de Riubregós) · Vegeu més fotos d'aquest monument · Carregueu una nova foto d'aquest monument                    |
| Torre del Ballester, Torre del Balet                                                 | BCIN 655-MH     | Romànic Medieval                                  | Castellfollit de Riubregós Camí rural sortint de la crta. C-1412a km 28,2                                                        | 41° 46′ 40″ N, 1° 26′ 08″ E / 41.777718°N,1.435443°E | RI-51-0005362 | Torre del Ballester (Castellfollit de Riubregós) · Vegeu més fotos d'aquest monument · Carregueu una nova foto d'aquest monument                         |
| Castell de Castellolí                                                                | BCIN 664-MH     | Romànic XII                                       | Castellolí Camí de Cal Bruguers, sortint per l'est del poble                                                                     | 41° 35′ 19″ N, 1° 42′ 30″ E / 41.588593°N,1.708341°E | RI-51-0005365 | Castell de Castellolí · Vegeu més fotos d'aquest monument · Carregueu una nova foto d'aquest monument                                                    |
| Castell de Copons                                                                    | BCIN 700-MH     | Medieval                                          | Copons Desaparegut |                                                      | RI-51-0005463 | Carregueu una nova foto d'aquest monument |
| Església de Sant Jaume Sesoliveres                                                   | BCIN 139-MH     | Romànic XI                                        | Igualada C. de l'Ermita, 3 | 41° 35′ 13″ N, 1° 35′ 11″ E / 41.586842°N,1.586347°E | RI-51-0004168 | Església de Sant Jaume Sesoliveres (Igualada) · Vegeu més fotos d'aquest monument · Carregueu una nova foto d'aquest monument                            |
| Recinte emmurallat, Muralles d'Igualada, portal d'en Vives i portal de la Font Major | BCIN 943-MH     | XV                                                | Igualada Pg. de les Cabres | 41° 34′ 40″ N, 1° 37′ 03″ E / 41.577854°N,1.617522°E | RI-51-0005505 | Recinte emmurallat (Igualada) · Vegeu més fotos d'aquest monument · Carregueu una nova foto d'aquest monument                                            |
| Església de Santa Maria                                                              | BCIN 1854-MH-EN | Renaixement, gòtic tardà, barroc XVII, XIV, XVIII | Igualada Pl. Santa Maria, 8 | 41° 34′ 43″ N, 1° 37′ 05″ E / 41.578747°N,1.618048°E | RI-51-0006924 | Església de Santa Maria (Igualada) · Vegeu més fotos d'aquest monument · Carregueu una nova foto d'aquest monument                                       |
| Igualadina Cotonera                                                                  | BCIN 3869-MH-EN | XIX                                               | Igualada C. Joan Godó | 41° 34′ 44″ N, 1° 36′ 38″ E / 41.578785°N,1.610438°E | RI-51-0011591 | Igualadina Cotonera (Igualada) · Vegeu més fotos d'aquest monument · Carregueu una nova foto d'aquest monument                                           |
| Parc del Cementiri d'Igualada, Nou Cementiri municipal d'Igualada                    | BCIN 4522-MH-EN | Darreres tendències 1985-1994                     | Igualada C. Països Baixos, 22 | 41° 35′ 33″ N, 1° 38′ 14″ E / 41.592482°N,1.637139°E | IPA-6720      | Parc del Cementiri d'Igualad · Vegeu més fotos d'aquest monument · Carregueu una nova foto d'aquest monument                                             |
| Castell de Jorba                                                                     | BCIN 955-MH     | romànic Medieval                                  | Jorba Camí de Jorba, sortint del passatge del Castell                                                                            | 41° 36′ 07″ N, 1° 32′ 45″ E / 41.602081°N,1.545934°E | RI-51-0005506 | Castell de Jorba · Vegeu més fotos d'aquest monument · Carregueu una nova foto d'aquest monument                                                         |
| Castell de Vilademàger                                                               | BCIN 962-MH     | Gòtic Medieval                                    | La Llacuna Camí de Can Marquet o del Castell, sortint del carrer del Castell                                                     | 41° 28′ 22″ N, 1° 33′ 01″ E / 41.472809°N,1.550276°E | RI-51-0005507 | Castell de Vilademàger (la Llacuna) · Vegeu més fotos d'aquest monument · Carregueu una nova foto d'aquest monument                                      |
| Restes de muralla i portals del poble de la Llacuna                                  | BCIN 963-MH     | Obra popular XV-XVII                              | La Llacuna Nucli antic, c. de la Muralla                                                                                         | 41° 28′ 22″ N, 1° 31′ 57″ E / 41.472645°N,1.532539°E | RI-51-0005508 | Restes de muralla i portals del poble de la Llacuna · Vegeu més fotos d'aquest monument · Carregueu una nova foto d'aquest monument                      |
| Els Castellots o la Salada                                                           | BCIN 964-MH     | Medieval                                          | La Llacuna Camí rural sortint de la crta. BV-2136 km 45,3                                                                        | 41° 29′ 03″ N, 1° 33′ 31″ E / 41.484213°N,1.558596°E | RI-51-0005509 | Carregueu una nova foto d'aquest monument |
| Castellot del Mas Martí                                                              | BCIN 965-MH     | Medieval                                          | La Llacuna Camí rural sortint de la crta. BV-2136 km 45,3                                                                        | 41° 29′ 02″ N, 1° 33′ 36″ E / 41.483855°N,1.55994°E  | RI-51-0005510 | Castellot del Mas Martí (la Llacuna) · Vegeu més fotos d'aquest monument · Carregueu una nova foto d'aquest monument                                     |
| Castell de Masquefa                                                                  | BCIN 1037-MH    | Medieval                                          | Masquefa Torrent de Can Cartró, riera de Masquefa (desaparegut)                                                                  | 41° 30′ 33″ N, 1° 48′ 31″ E / 41.509105°N,1.808685°E | RI-51-0005537 | Carregueu una nova foto d'aquest monument |
| Torre de la Panadella                                                                | BCIN 1087-MH    | XIV-XV                                            | Montmaneu Desviament de la crta. B-100 sota l'A-2                                                                                | 41° 37′ 10″ N, 1° 24′ 07″ E / 41.619350°N,1.401957°E | RI-51-0005552 | Torre de la Panadella (Montmaneu) · Vegeu més fotos d'aquest monument · Carregueu una nova foto d'aquest monument                                        |
| Castell de Riquer                                                                    | BCIN 1088-MH    | Medieval                                          | Montmaneu Camí rural sortint de la crta. B-221 km 1,2                                                                            | 41° 36′ 20″ N, 1° 23′ 31″ E / 41.605453°N,1.392072°E | RI-51-0005553 | Carregueu una nova foto d'aquest monument |
| Castell d'Òdena                                                                      | BCIN 1121-MH    | XII-XIII                                          | Òdena C. de la Torre | 41° 36′ 22″ N, 1° 38′ 22″ E / 41.605988°N,1.639326°E | RI-51-0005563 | Castell d'Òdena · Vegeu més fotos d'aquest monument · Carregueu una nova foto d'aquest monument                                                          |
| Castell d'Orpí                                                                       | BCIN 1152-MH    | XI-XII                                            | Orpí Ctra. B-2132 km 0 | 41° 31′ 08″ N, 1° 34′ 32″ E / 41.518791°N,1.575454°E | RI-51-0005578 | Castell d'Orpí · Vegeu més fotos d'aquest monument · Carregueu una nova foto d'aquest monument                                                           |
| Castell de Piera, Castell de Fontanet                                                | BCIN 1234-MH    | Medieval, XX                                      | Piera Costa Maria Lleopart, 1 | 41° 30′ 57″ N, 1° 44′ 30″ E / 41.515949°N,1.741663°E | RI-51-0005588 | Castell de Piera · Vegeu més fotos d'aquest monument · Carregueu una nova foto d'aquest monument                                                         |
| Castell de Freixe                                                                    | BCIN 1235-MH    | Medieval                                          | Piera Camí rural sortint de la ctra. de Piera a Sant Sadurní BV-2242 km 7,7                                                      | 41° 28′ 49″ N, 1° 44′ 27″ E / 41.480328°N,1.740957°E | RI-51-0005589 | Castell del Freixe (Piera) · Vegeu més fotos d'aquest monument · Carregueu una nova foto d'aquest monument                                               |
| Castell del Castellet, castell del Bedorc o castell de la Ventosa                    | BCIN 1236-MH    | Obra popular Medieval                             | Piera C. del Pi, 61, urb. Castell de la Ventosa                                                                                  | 41° 30′ 06″ N, 1° 43′ 53″ E / 41.501609°N,1.731324°E | RI-51-0005590 | Castell del Castellet (Piera) · Vegeu més fotos d'aquest monument · Carregueu una nova foto d'aquest monument                                            |
| Castell de Claramunt                                                                 | BCIN 1275-MH    | Romànic XII, XIV                                  | La Pobla de Claramunt Camí del Castell sortint del c. d'Àngel Guimerà                                                            | 41° 33′ 18″ N, 1° 40′ 10″ E / 41.554951°N,1.669398°E | RI-51-0005593 | Castell de Claramunt (la Pobla de Claramunt) · Vegeu més fotos d'aquest monument · Carregueu una nova foto d'aquest monument                             |
| Torre del castell de la Manresana                                                    | BCIN 1313-MH    | Romànic XII                                       | Els Prats de Rei Camí rural sortint de la ctra. BV-1031, km 1,7                                                                  | 41° 41′ 48″ N, 1° 33′ 07″ E / 41.696758°N,1.552049°E | RI-51-0005603 | Torre del castell de la Manresana (els Prats de Rei) · Vegeu més fotos d'aquest monument · Carregueu una nova foto d'aquest monument                     |
| Castell de Puigdemàger                                                               | BCIN 1840-MH    |                                                   | Els Prats de Rei Camí que surt de la ctra. de Calaf a Sant Pere Sallavinera, a l'alçada de l'Hostal del Bou                      | 41° 43′ 38″ N, 1° 33′ 01″ E / 41.727360°N,1.550241°E | RI-51-0002389 | Castell de Puigdemàger (els Prats de Rei) · Vegeu més fotos d'aquest monument · Carregueu una nova foto d'aquest monument                                |
| Castell de Pujalt                                                                    | BCIN 1326-MH    | Medieval                                          | Pujalt C. del Castell, 9 | 41° 43′ 03″ N, 1° 25′ 14″ E / 41.717518°N,1.420650°E | RI-51-0005607 | Castell de Pujalt · Vegeu més fotos d'aquest monument · Carregueu una nova foto d'aquest monument                                                        |
| Portal i murs de Pujalt                                                              | BCIN 1327-MH    | Medieval                                          | Pujalt C. Major | 41° 43′ 00″ N, 1° 25′ 17″ E / 41.716679°N,1.421375°E | RI-51-0005608 | Portal i murs de la vila (Pujalt) · Vegeu més fotos d'aquest monument · Carregueu una nova foto d'aquest monument                                        |
| Castell de la Guàrdia Pilosa                                                         | BCIN 1328-MH    | Medieval                                          | Pujalt La Guàrdia Pilosa. Camí sortint des de l'oest de Sant Martí de Sesgueioles                                                | 41° 42′ 26″ N, 1° 28′ 13″ E / 41.707285°N,1.470292°E | RI-51-0005609 | Castell de la Guàrdia Pilosa (Pujalt) · Vegeu més fotos d'aquest monument · Carregueu una nova foto d'aquest monument                                    |
| Castell de Montesquiu                                                                | BCIN 1337-MH    | Medieval                                          | Pujalt Camí sortint des del nord de l'Astor (BV-1007)                                                                            | 41° 41′ 39″ N, 1° 25′ 30″ E / 41.694073°N,1.424883°E | RI-51-0005610 | Castell de Montesquiu (Pujalt) · Vegeu més fotos d'aquest monument · Carregueu una nova foto d'aquest monument                                           |
| Castell de Conill                                                                    | BCIN 1339-MH    | Medieval                                          | Pujalt Ctra. B-141 a Mirambell-Conill-Pujalt (desaparegut)                                                                       | 41° 43′ 33″ N, 1° 27′ 39″ E / 41.725906°N,1.460881°E | RI-51-0005611 | Carregueu una nova foto d'aquest monument |
| Castell de Rubió                                                                     | BCIN 1330-MH    | XIV                                               | Rubió Ctra. BV-1037, km 6 | 41° 38′ 42″ N, 1° 34′ 13″ E / 41.645°N,1.57025°E     | RI-51-0005620 | Castell de Rubió · Vegeu més fotos d'aquest monument · Carregueu una nova foto d'aquest monument                                                         |
| Castell d'Ardesa                                                                     | BCIN 1331-MH    | Medieval                                          | Rubió Camí rural sortint de la ctra. BV-1037 km 2, entre el Puig de Sant Miquel i l'església de Sant Pere d'Ardesa (desaparegut) | 41° 38′ 07″ N, 1° 34′ 52″ E / 41.635171°N,1.58101°E  | RI-51-0005621 | Carregueu una nova foto d'aquest monument |
| Castell de Vilallonga                                                                | BCIN 1504-MH    | Medieval                                          | Sant Martí Sesgueioles Camí rural sortint de la crta. BV-1001 km 3,5; a l'interior del poble (desconegut o desaparegut)          | 41° 42′ 08″ N, 1° 30′ 28″ E / 41.70233°N,1.50787°E   | RI-51-0005654 | Castell de Vilallonga (Sant Martí Sesgueioles) · Vegeu més fotos d'aquest monument · Carregueu una nova foto d'aquest monument                           |
| Pas cobert i restes de murs                                                          | BCIN 1505-MH    | XIV                                               | Sant Martí Sesgueioles C. Vell                                                                                                   | 41° 42′ 09″ N, 1° 29′ 17″ E / 41.702545°N,1.488087°E | RI-51-0005655 | Pas cobert i restes de murs (Sant Martí Sesgueioles) · Vegeu més fotos d'aquest monument · Carregueu una nova foto d'aquest monument                     |
| Castell de Tous                                                                      | BCIN 1502-MH    | Medieval, XVI-XX                                  | Sant Martí de Tous C. del Castell                                                                                                | 41° 33′ 34″ N, 1° 31′ 32″ E / 41.559406°N,1.525423°E | RI-51-0005656 | Castell de Tous (Sant Martí de Tous) · Vegeu més fotos d'aquest monument · Carregueu una nova foto d'aquest monument                                     |
| Castell de Roqueta                                                                   | BCIN 1503-MH    |                                                   | Sant Martí de Tous Camí de Cal Maginet, sortint de Tous                                                                          | 41° 31′ 43″ N, 1° 29′ 05″ E / 41.528629°N,1.484798°E | RI-51-0005657 | Castell de Roqueta (Sant Martí de Tous) · Vegeu més fotos d'aquest monument · Carregueu una nova foto d'aquest monument                                  |
| Castell de Boixadors i església de Sant Pere                                         | BCIN 1533-MH    | Romànic, gòtic XI-XII, XIII, XVII                 | Sant Pere Sallavinera Camí que surt de la ctra. de Manresa a Calaf, al trencall de la Llavinera                                  | 41° 46′ 14″ N, 1° 34′ 29″ E / 41.770438°N,1.574714°E | RI-51-0005670 | Castell de Boixadors (Sant Pere Sallavinera) · Vegeu més fotos d'aquest monument · Carregueu una nova foto d'aquest monument                             |
| Castell de la Llavinera                                                              | BCIN 1534-MH    |                                                   | Sant Pere Sallavinera La Llavinera (desaparegut)                                                                                 | 41° 44′ 08″ N, 1° 33′ 19″ E / 41.735683°N,1.555220°E | RI-51-0005671 | Castell de la Llavinera (Sant Pere Sallavinera) · Vegeu més fotos d'aquest monument · Carregueu una nova foto d'aquest monument                          |
| Castell de Montbui, o Castell de la Tossa                                            | BCIN 1407-MH    | Romànic X-XI                                      | Santa Margarida de Montbui Crta. BV-2204, km 2, la Tossa de Montbui                                                              | 41° 33′ 19″ N, 1° 34′ 47″ E / 41.555206°N,1.579858°E | RI-51-0005693 | Castell de Montbui (Santa Margarida de Montbui) · Vegeu més fotos d'aquest monument · Carregueu una nova foto d'aquest monument                          |
| Castell d'Ocelló, Castell del Saió                                                   | BCIN 1408-MH    | Obra popular Medieval                             | Santa Margarida de Montbui Camí rural sortint de la ctra. BV-2233 km 1, el Saió                                                  | 41° 34′ 39″ N, 1° 33′ 44″ E / 41.577617°N,1.562328°E | RI-51-0005695 | Carregueu una nova foto d'aquest monument |
| La Casa Gran                                                                         | BCIN 1410-MH    | XVII                                              | Santa Margarida de Montbui Pl. Major, 7                                                                                          | 41° 33′ 24″ N, 1° 36′ 20″ E / 41.556709°N,1.605591°E | RI-51-0005694 | La Casa Gran (Santa Margarida de Montbui) · Vegeu més fotos d'aquest monument · Carregueu una nova foto d'aquest monument                                |
| Castell de Miralles                                                                  | BCIN 1417-MH    | Romànic Medieval                                  | Santa Maria de Miralles Camí rural sortint de la ctra. C-37 km 52,9; a la sortida del poble                                      | 41° 31′ 07″ N, 1° 31′ 05″ E / 41.518696°N,1.518189°E | RI-51-0005703 | Castell de Miralles (Santa Maria de Miralles) · Vegeu més fotos d'aquest monument · Carregueu una nova foto d'aquest monument                            |
| Castell de la Torre de Claramunt                                                     | BCIN 1639-MH    | Obra popular XVII-XVIII                           | La Torre de Claramunt C. del Castell                                                                                             | 41° 32′ 02″ N, 1° 39′ 30″ E / 41.533974°N,1.658198°E | RI-51-0005745 | Castell de la Torre de Claramunt · Vegeu més fotos d'aquest monument · Carregueu una nova foto d'aquest monument                                         |
| Castell de Veciana                                                                   | BCIN 1721-MH    | Medieval                                          | Veciana C. Vun, al costat de l'Ajuntament                                                                                        | 41° 39′ 22″ N, 1° 29′ 17″ E / 41.656223°N,1.488151°E | RI-51-0005756 | Castell de Veciana · Vegeu més fotos d'aquest monument · Carregueu una nova foto d'aquest monument                                                       |
| Castell de Montfalcó Gros                                                            | BCIN 1722-MH    | Medieval                                          | Veciana Montfalcó el Gros | 41° 39′ 27″ N, 1° 27′ 15″ E / 41.657528°N,1.454124°E | RI-51-0005757 | Castell de Montfalcó Gros (Veciana) · Vegeu més fotos d'aquest monument · Carregueu una nova foto d'aquest monument                                      |
| Castell de Segur                                                                     | BCIN 1723-MH    | Medieval                                          | Veciana Turó a la part est de Segur                                                                                              | 41° 41′ 00″ N, 1° 28′ 08″ E / 41.683224°N,1.468914°E | RI-51-0005758 | Castell de Segur (Veciana) · Vegeu més fotos d'aquest monument · Carregueu una nova foto d'aquest monument                                               |
| Molins de Segur, Molí de la Roda                                                     | BCIN 1724-MH    | XVII-XVIII                                        | Veciana Camí que surt de la ctra. C-1412a de la Panadella a Calaf, km 45,7                                                       | 41° 40′ 53″ N, 1° 30′ 04″ E / 41.681366°N,1.501058°E | RI-51-0005759 | Molí de la Roda (Veciana) · Vegeu més fotos d'aquest monument · Carregueu una nova foto d'aquest monument                                                |

## Patrimoni arqueològic
La Roca Roja, de la Llacuna, està inscrita com a Patrimoni de la Humanitat com a part de l'art rupestre de l'arc mediterrani de la península Ibèrica.
| Monument                                                   | Protecció       | Estil/època | Localització               | Coordenades                                          | Codi?         | Imatge |
| ---------------------------------------------------------- | --------------- | --- | -------------------------- | ---------------------------------------------------- | ------------- | --- |
| Abric Romaní                                               | BCIN 4592-ZA    | Paleolítc Mig (-90000/-33000)/Paleolític Superior (-30000/9000)                                                | Capellades                 | 41° 31′ 58″ N, 1° 41′ 17″ E / 41.53284°N,1.68811°E   | ad            | Abric Romaní (Capellades) · Carregueu una nova foto d'aquest monument                                             |
| Roca Roja                                                  | PH BCIN 2054-ZA | Abrics i similars amb representació gràfica, pintura Epipaleolític (-9000/-5000). Ferro-Ibèric Ple (-450/-200) | La Llacuna Clot de la Cova | 41° 27′ 53″ N, 1° 29′ 13″ E / 41.464726°N,1.486946°E | RI-55-0000329 | Carregueu una nova foto d'aquest monument                                                                         |
| Vil·la romana de l'Espelt                                  | BCIN 2019-ZA    | Lloc d'habitació amb estructures conservades, vil·la Romà-Medieval (-218/1492)                                 | Òdena                      | 41° 35′ 55″ N, 1° 35′ 59″ E / 41.598552°N,1.599652°E | IPAPC-3024    | Vil·la romana de l'Espelt (Òdena) · Vegeu més fotos d'aquest monument · Carregueu una nova foto d'aquest monument |
| Gravat rupestre prop carretera Igualada - els Prats de Rei | BCIN ZA         | Lloc amb representació gràfica sobre pedra, gravat Medieval (800/1150)                                         | Els Prats de Rei           | 41° 41′ 32″ N, 1° 34′ 48″ E / 41.692304°N,1.580112°E | IPAPC-7622    | Carregueu una nova foto d'aquest monument                                                                         |
| Solanelles                                                 | BCIN ZA         | Lloc d'enterrament, Inhumació aïllat. Lloc amb representació gràfica sobre pedra, gravat. Medieval (800/1150)  | Els Prats de Rei           | 41° 43′ 16″ N, 1° 32′ 38″ E / 41.721085°N,1.543893°E | IPAPC-7619    | Carregueu una nova foto d'aquest monument                                                                         |

A més, alguns monuments històrics estan inclosos també en l'Inventari del Patrimoni Arqueològic i Paleontològic de Catalunya (IPAPC) per tenir protegit igualment el seu subsol o l'entorn.